# Великий князь Михаил (линейный корабль, 1827)
«Великий князь Михаил» — 74-пушечный парусный линейный корабль Балтийского флота Российской империи, один из 25 кораблей типа «Иезекиль». Корабль находился в составе флота с 1827 по 1863 год, принимал участие в русско-турецкой войне 1828—1829 годов на средиземноморском театре боевых действий, в подавлении Польского восстания и Крымской войне на балтийском театре боевых действий, во время службы дважды проходил тимберовку в Кронштадте и неоднократно выходил в практические плавания. Последние годы службы после переоборудования провёл в качестве крана для установки корабельных мачт.

## Описание корабля
Один из двадцати пяти 74-пушечных парусных линейных кораблей с деревянным корпусом типа «Иезекиль», построенных в Архангельске и Санкт-Петербурге с 1825 по 1863 год по проекту корабельного мастера A. M. Курочкина. Это была последняя крупная серия линейных кораблей российского парусного флота. Корабли этого типа отличались прочностью корпуса, хорошей мореходностью, удобным расположением артиллерии и рациональной планировкой внутренних помещений. 
Водоизмещение корабля составляло 3000 тонн, длина между перпендикулярами по сведениям из различных источников от 54,25 до 54,3 метра, ширина без обшивки — 14,6 метра, а осадка от 5,82 до 6 метров. По официальной классификации корабли этой серии относились к 74-пушечным, но в действительности несли от 74-х до 86-ти 24– и 36-фунтовых орудий.

## История службы
Корабль «Великий князь Михаил» был заложен 15 (27) ноября 1826 года на стапеле Охтенской верфи в Санкт-Петербурге и после спуска на воду в присутствии императора Николая I 15 (27) октября 1827 года вошёл в состав Балтийского флота России. Строительство корабля по проекту корабельного мастера A. M. Курочкина вёл кораблестроитель в звании полковника Корпуса корабельных инженеров В. Ф. Стокке.
Принимал участие в русско-турецкой войне 1828—1829 годов на средиземноморском театре боевых действий. В кампанию 1828 года в составе отряда кораблей Балтийского флота перешёл из Кронштадта в Средиземное море, где присоединился к эскадре под командованием вице-адмирала графа Л. П. Гейдена. С февраля по сентябрь следующего 1829 года находился в составе отряда, блокировавшего пролив Дарданеллы. После заключения Адрианопольского мирного договора перешёл к острову Порос, а в декабре того же года — к Мальте, где встал на ремонт. В кампанию 1830 года в составе эскадры контр-адмирала М. П. Лазарева с 14 (26) марта по 12 (24) мая совершил переход из Ла-Валетты в Кронштадт, в кампанию того же года принимал участие в практическом плавании в Балтийском море и Финском заливе.
В кампанию 1831 года, во время подавления Польского восстания, находился в составе эскадры под командованием вице-адмирала Ф. Ф. Беллинсгаузена, которая крейсировала вдоль берегов Курляндии для предотвращения подвоза оружия в помощь польским мятежникам. В 1832 году находился в крейсерском плавании у Дагерорда.
В кампании 1833 и 1834 годов выходил в практические плавания в Балтийском море и Финском заливе, а также в крейсерство к Дагерорду. В период 1834—1835 годов подвергся тимберовке в Кронштадте.
3 (15) июля 1836 года принимал участие в торжественной церемонии встречи Балтийским флотом на Кронштадтском рейде «дедушки русского флота» — ботика Петра I. В кампанию этого года также выходил в практическое плавание в Балтийское море и Финский залив.
Кампании с 1839 по 1843 год корабль провёл в практических плаваниях в Балтийском море и Финском заливе. В 1846 и 1847 годах также выходил в плавания в Балтийское море. В период 1850—1852 годов подвергся второй тимберовке в Кронштадте.
Принимал участие в Крымской войне на балтийском театре боевых действий. В кампанию 1854 года с апреля по октябрь находился в готовности на Малом Кронштадтском рейде для защиты Кронштадта от нападения англо-французского флота, а с 1855 года находился в гавани Кронштадта.
В 1860 году парусный линейный корабль «Великий князь Михаил» был переоборудован в кран для установки мачт, а 11 (23) сентября 1863 года исключён из списков судов флота.

## Командиры корабля
Командирами линейного корабля «Великий князь Михаил» в составе Российского императорского флота в разное время служили:
| Время службы                                 | Звание             | Имя и фамилия    | Комментарий | Прим.  |
| -------------------------------------------- | ------------------ | ---------------- | --- | ------ |
| 1828—1830 годы                               | капитан 1-го ранга | И. Н. Игнатьев   | Командовал кораблём в Средиземном море. До командования кораблём служил на кораблях «Эмгейтен», «Селафаил», «Мария», «Кацбах», фрегате «Лилия», бомбардирском судне «Дунай», галиоте № 8 и шлюпе «Благонамеренный». Командовал галиотом № 3 и дивизией канонерских лодок в Финском заливе. После командования кораблём был произведён в контр-адмиралы, а 31 декабря 1832 (12 января 1833) года — уволен со службы. | [ 15 ] |
| 1831 год                                     | капитан 1-го ранга | П. Д. Ишкарин    | Командовал кораблём во время крейсерских плаваний в составе эскадры Ф. Ф. Беллинсгаузена при подавлении Польского восстания. До этого служил на судне «Нептун», кораблях «Северная звезда», «Принц Карл», «Трёх Святителей» и «Юпитер», командовал транспортом № 48, бригом «Олимп», фрегатом «Мария». На следующий год после командования кораблём 28 сентября (10 октября) 1832 года исключён из списков флота умершим. | [ 16 ] |
| 1832—1836 годы                               | капитан 1-го ранга | М. Н. Станюкович | Командовал кораблём в плаваниях в Балтийском море и Финском заливе. До этого служил на фрегатах «Венус», «Счастливый», «Лёгкий», «Архипелаг» и «Аргус», командовал катером «Муравей», бригами «Соболь» и «Мингрелия», шлюпом «Моллер» и транспортом «Двина». После командования кораблём был произведён в контр-адмиралы, командовал 2-й бригадой 4-й флотской дивизии, 2-й бригадой 5-й флотской дивизии и 5-й флотской дивизией, а также служил командиром севастопольского порта. | [ 17 ] |
| с 1837 года до 26 марта (7 апреля) 1839 года | капитан 2-го ранга | А. М. Трескин    | Командовал кораблём в плаваниях по Балтийскому морю, в 1842—1845 годах также командовал 13-м флотским экипажем. До этого служил на кораблях «Сильный», «Юпитер», «Северная Звезда», «Иезекиль», «Сысой Великий», «Святой Андрей» и «Император Александр I», фрегатах «Помона», «Меркуриус», «Проворный» и «Прозерпина», люгере «Ястреб», катере «Хамелеон», бриге «Феникс», а также командовал фрегатом «Нева». После командования кораблём был произведён в генерал-майоры с назначением членом Общего присутствия комиссариатского департамента морского министерства, служил в кораблестроительном департаменте и Морском учёном комитете.            | [ 18 ] |
| с 26 марта (7 апреля) 1839 года до 1847 года | капитан 1-го ранга | А. М. Трескин    | Командовал кораблём в плаваниях по Балтийскому морю, в 1842—1845 годах также командовал 13-м флотским экипажем. До этого служил на кораблях «Сильный», «Юпитер», «Северная Звезда», «Иезекиль», «Сысой Великий», «Святой Андрей» и «Император Александр I», фрегатах «Помона», «Меркуриус», «Проворный» и «Прозерпина», люгере «Ястреб», катере «Хамелеон», бриге «Феникс», а также командовал фрегатом «Нева». После командования кораблём был произведён в генерал-майоры с назначением членом Общего присутствия комиссариатского департамента морского министерства, служил в кораблестроительном департаменте и Морском учёном комитете.            | [ 18 ] |
| 1854 год                                     | капитан 1-го ранга | П. К. Розен      | Командовал кораблём во время Крымской войны на кронштадтском рейде. До этого служил на кораблях «Финланд», фрегатах «Лёгкий», «Патрикий», «Помощный», «Принц Оранский» и «Анна», а также корвете «Львица», командовал бригом «Полинур», фрегатом «Екатерина», кораблём «Кацбах» и вторым батальоном гребной флотилии. После командования кораблём командовал блокшивами на северном фарватере Кронштадта во время Крымской войны и отрядами судов Балтийского флота выполнявших исследовательские функции и проводивших испытания морских качеств новых судов флота, служил презусом комиссии военного суда в Кронштадте.                                | [ 19 ] |
| 1855—1856 годы                               | капитан 2-го ранга | Д. И. Рудаков    | Командовал кораблём в Кронштадте, во время Крымской войны также командовал батальоном гребной флотилии. До этого служил на этом корабле гардемарином, а также на кораблях «Арсис» и «Трёх Иерархов», пароходе «Геркулес», корвете «Ифигения», шлюпе «Диана», фрегате «Браилов», бригах «Телемак», «Меркурий» и «Персей», командовал бригом «Кирилл», транспортом «Иртыш», шхуной «Метеор» и фрегатом «Цесаревна». После командования кораблём также командовал кораблями «Бриен» и «Не тронь меня», служил командиром свеаборгского порта и был главным распорядителем церемониального торжественного шествия ботика Петра I по Москве реке в 1872 году. | [ 20 ] |
| 1857—1860 годы                               | капитан 1-го ранга | Г. П. Хомотьяно  | Командовал кораблём в Кронштадтской гавани. До этого служил на фрегатах «Урания», «Малый», «Княгиня Лович», «Елизавета» и «Аврора», кораблях «Святой Андрей», «Смоленск», «Березино» и «Ингерманланд», командовал плавучей батареей «Гремящая», корветом «Оливуца», фрегатом «Цесаревич», кораблями «Нарва» и «Андрей». После командования кораблём был произведён в контр-адмиралы с увольнением со службы. | [ 21 ] |